# Kate Veale
Kate Veale (ur. 5 stycznia 1994) – irlandzka lekkoatletka specjalizująca się w chodzie sportowym.
W 2010 po zajęciu czwartego miejsca w eliminacjach kontynentalnych wystąpiła w igrzyskach olimpijskich młodzieży zajmując w tej imprezie także czwartą lokatę. Złota medalistka mistrzostw świata juniorów młodszych z 2011. Reprezentantka kraju w pucharze Europy w chodzie.  
Rekordy życiowe: chód na 10 km – 46:32 (21 maja 2011, Olhão da Restauração); chód na 5000 m – 21:45,59 (8 lipca 2011, Lille Metropole). Veale jest halową rekordzistą Irlandii juniorek w chodzie na 3000 metrów (12:49,21 w 2011). 

## Osiągnięcia
| Rok  | Impreza                                                    | Miejsce              | Konkurencja    | Pozycja    | Wynik    |
| ---- | ---------------------------------------------------------- | -------------------- | -------------- | ---------- | -------- |
| 2010 | Kwalifikacje europejskie do igrzysk olimpijskich młodzieży | Moskwa               | chód na 5000 m | 4. miejsce | 23:01,03 |
| 2010 | Igrzyska olimpijskie młodzieży                             | Singapur             | chód na 5000 m | 4. miejsce | 22:36,97 |
| 2011 | Puchar Europy w chodzie sportowym                          | Olhão da Restauração | chód na 10 km  | 3. miejsce | 46:32    |
| 2011 | Mistrzostwa świata juniorów młodszych                      | Lille Metropole      | chód na 5000 m | 1. miejsce | 21:45,59 |
| 2012 | Puchar świata w chodzie sportowym                          | Sarańsk              | chód na 10 km  | 6. miejsce | 46:53    |